# Martin Truex Jr.
Martin Lee Truex Jr., född 29 juni 1980 i Mayetta i New Jersey, är en amerikansk professionell stockcarförare. 
Truex kör för närvarande full tid i Nascar Cup Series för Joe Gibbs Racing i en Toyota Camry (bil#19). Han har tidigare kört Xfinity Series som han vann två gånger, 2004 och 2005. Han vann Nascar Cup Series 2017.

## Racingkarriär
Truex tävlade i Nascars lokala serie K&N Pro Series East 2000-2003, och fick senare kontrakt i Nascar Nationwide Series (nuvarande Xfinity Series), där han vann mästerskapet både 2004 och 2005, vilket gav honom chansen att bli heltidsförare i Nascars Cup-serie. Han vann sitt första race 2007 på Dover, då han även lyckades bli elva totalt i serien, efter att ha tagit sig till the Chase. Truex fick många rubriker för att ha vunnit pole position inför Daytona 500 2009, även ifall han inte nådde någon jätteframgång i racet för sitt Earnhard Ganassi Racing.

## Team och år

### Nascar Cup Series
- 2004–2008 Dale Earnhardt Inc
- 2009 Earnhardt Ganassi Racing
- 2010–2013 Michael Waltrip Racing
- 2014–2018 Furniture Row Racing
- 2019-Joe Gibbs Racing[2]

### Nascar Xfinity Series
- 2001–2003 Truex Motorsports
- 2002, 2009 Phoenix Racing
- 2003–2008 Dale Earnhardt Inc
- 2006, 2008 JR Motorsports
- 2003 Stanton Barrett Motorsports
- 2010 Michael Waltrip Racing

### Nascar Gander Outdoors Truck Series
- 2005–2006 Billy Ballew Motorsports